# Синдром Альпорта
Синдром Альпорта (спадковий нефрит, англ. Alport's syndrome; також спадкова глухота і нефропатія Дікінсона, англ. Dickinson's hereditary deafness nephropathy; також синдром Дікінсона англ. Dickinson’s syndrome) — рідкісне спадкове захворювання, при якому функція нирок знижена, в сечі присутня кров. Синдром іноді супроводжується глухотою і ураженням очей.
Причиною синдрому Альпорта є дефектний ген в Х-хромосомі, але на ступінь тяжкості цього захворювання у людини, що має такий ген, впливають і інші фактори. У жінок з дефектним геном в одній з їхніх двох Х-хромосом зазвичай немає симптомів, хоча їх нирки можуть працювати менш ефективно, ніж нормальні. У чоловіків з дефектним геном (у чоловіків немає другої Х-хромосоми, щоб компенсувати цей дефект) зазвичай розвивається ниркова недостатність у віці між 20 і 30 роками. У багатьох людей немає ніяких інших симптомів, крім наявності клітин крові в сечі; часто в сечі також виявляють білок, а під мікроскопом — лейкоцити та циліндри (невеликі скупчення з білка мертвих клітин) різних типів.